# Pflanzenbauwissenschaft
Die Pflanzenbauwissenschaft (Wissenschaft vom Pflanzenbau) ist das Lehr- und Forschungsgebiet von den Produktionsverfahren landwirtschaftlicher Kulturpflanzen, im engeren Sinne auch Nutzpflanzenwissenschaft.

## Zur Terminologie
Der Name Pflanzenbauwissenschaft entstand in der Mitte des 20. Jahrhunderts im Zusammenhang mit der Verwissenschaftlichung zahlreicher Disziplinbezeichnungen an den Hochschulen. Nach dieser modernen Terminologie ist Pflanzenbauwissenschaft der umfassende Fachbegriff für den landwirtschaftlichen und gärtnerischen Pflanzenbau bzw. für die synonym benutzten traditionellen Disziplinbezeichnungen Acker-, Pflanzenbau sowie Gartenbau.
Von der Methodik und den Aufgabenfeldern her betrachtet, sind Gemüsebau, Obstbau, Weinbau, Arzneipflanzenbau, Zierpflanzenbau, Grünlandwirtschaft, Waldbau, Tropenpflanzenbau und andere spezialisierte Anbau-Disziplinen ebenfalls Pflanzenbauwissenschaften. Die meisten dieser Fachgebiete haben sich jedoch zu eigenständigen Teil-Pflanzenbauwissenschaften entwickelt und oft auch ihre traditionellen Fachbezeichnungen durch das Beiwort "Wissenschaft" ergänzt (z. B. Obstbauwissenschaft, Graslandwissenschaft).

## Forschungsaufgaben
Hauptaufgabe des landwirtschaftlichen Pflanzenbaus ist es, quantitativ und qualitativ optimale Erträge an Nahrungsmitteln und Rohstoffen zu erzeugen und gleichzeitig die Bodenfruchtbarkeit der Anbauflächen zu erhalten oder zu verbessern. In den letzten Jahrzehnten sind Fragen der Ökosystemforschung und des Umweltschutzes stärker in den Vordergrund gerückt.
Pflanzenbau-Forschung ist primär mit naturwissenschaftlichen Methoden durchgeführte Feldforschung. Versuchsfelder bzw. Teilgebiete einer Agrarregion sind die eigentlichen Laboratorien für den Pflanzenbauwissenschaftler. Der Pflanzenbau als wissenschaftliche Disziplin umfasst zwei Teilbereiche: Allgemeiner Pflanzenbau und Spezieller Pflanzenbau.
Der Allgemeine Pflanzenbau beinhaltet das Gesamtgebiet des Ackerbaus, also Standortkunde, Bodenfruchtbarkeit, Klima, Witterung, Bodennutzungssysteme, Fruchtfolgen, Bodenbearbeitung, Düngung, Unkrautkontrolle, Krankheits-, Schädlingsbekämpfung, Anbau- und Ernteverfahren in ihren Auswirkungen auf den Ertrag der angebauten Kulturpflanzen.
Im Speziellen Pflanzenbau sind die eigentlichen Anbauverfahren der Nutzpflanzen Gegenstand wissenschaftlicher Untersuchungen.
Derzeit befindet sich die Pflanzenbau-Forschung im Umbruch. Die Pflanzenbauwissenschaft als disziplinübergreifendes integratives Fachgebiet wendet sich neuen Schwerpunkten zu. Beispiele aus der aktuellen Forschung sind die Quantifizierung von Stoff- und Energieflüssen in Ackerbausystemen, der Einsatz sensorgesteuerter Landmaschinen bei der Pflege von Kulturpflanzenbeständen, die Biomassepotenziale und ihre Nutzungsmöglichkeiten, die Entwicklung von Verfahren der Fernerkundung, die Auswirkungen pflanzenbaulicher Maßnahmen in Grundwasserschutzgebieten, die Nährstoffausträge in landwirtschaftlichen Betrieben und die Optimierung umweltgerechter Anbau- und Bewirtschaftungssysteme.

## Disziplingeschichte
Die Frühgeschichte der Pflanzenbauwissenschaft ist eingebettet in die Entwicklungsgeschichte der Landwirtschaftslehre. 1727 hatte der preußische König Friedrich Wilhelm I. an den Universitäten in Frankfurt/Oder und in Halle/Saale Lehrstühle für Kameralwissenschaft einrichten lassen. Ziel des dort angebotenen Kameralstudiums sollte es sein, fachlich qualifizierte Staatsbeamte auszubilden. Zu den Unterrichtsfächern gehörte auch die Landwirtschaftslehre.
Der maßgebende Wegbereiter für die Entwicklung des Pflanzenbaus zu einer Universitätsdisziplin war der an der Universität Göttingen lehrende Kameralwissenschaftler Johann Beckmann. Er hat 1767 das Wort Pflanzenbau in die deutsche Schriftsprache eingeführt. Vorher sind für diesen Teil der Landwirtschaftslehre ausschließlich die Begriffe Ackerbau, Feldbau oder Landbau benutzt worden. Pflanzenbau war im Kameralstudium jedoch nur ein Lehrfach. Pflanzenbau-Forschung auf experimenteller Basis wurde damals an den Universitäten nicht durchgeführt.
Erst Albrecht Daniel Thaer veränderte nach 1800 mit seinem neuen Gedankengebäude einer rationellen Landwirtschaftslehre diese forschungsarme Zeit. Nach seinem Vorbild wurden in vielen Teilen Deutschlands landwirtschaftliche Akademien gegründet und in den dort angeschlossenen Gutswirtschaften Feldversuche durchgeführt. Mit der Übernahme naturwissenschaftlicher Erkenntnisse und Methoden wurde der Pflanzenbau mehr und mehr eine experimentelle Disziplin. Ab 1840 bestimmte vor allem die von Carl Sprengel und Justus von Liebig propagierte Düngung der Kulturpflanzen mit mineralischen Nährstoffen und die damit einhergehenden Düngungsversuche Inhalt und Methodik pflanzenbaulicher Forschung.
Die Gründung landwirtschaftlicher Universitätsinstitute im letzten Drittel des 19. Jahrhunderts stärkte die Stellung des Faches Pflanzenbau in System der Landwirtschaftswissenschaft. Durch die starke Zunahme des Wissens erfolgte jedoch in den folgenden Jahrzehnten eine fachspezifische Aufgliederung der traditionellen Lehrgebiete. Nach dem Ende des Ersten Weltkrieges entstanden an den Universitäten eigenständige Lehrstühle und Institute für Pflanzenbau. Bisher zu diesem Fachgebiet gehörende Teilbereiche, allen voran die Pflanzenzüchtung, begannen sich zu verselbständigen.
Diese Tendenz der Spezialisierung setzte sich nach dem Zweiten Weltkrieg in rasanter Weise fort. Aus der Mutterdisziplin Pflanzenbau entwickelten sich weitere Teilbereiche zu selbständigen Tochterdisziplinen mit entsprechenden Lehr- und Forschungseinrichtungen. Im Landwirtschaftsstudium entstand eine Studienrichtung „Pflanzenproduktion“. Je nach Studienort sind dort neben dem landwirtschaftlichen Pflanzenbau als wichtigste Fachgebiete vertreten: die Pflanzenzüchtung, die Pflanzenernährung, die Phytomedizin, die landwirtschaftliche Bodenkunde, das Fachgebiet Grünlandwirtschaft (heute: Graslandwissenschaft) und seit den letzten zwei Jahrzehnten auch der Ökologische Landbau. Innerhalb dieser aufgefächerten „Disziplinfamilie“ ist die traditionelle Wissenschaft vom Pflanzenbau im Agrarstudium ein Fach unter vielen geworden.

## Jüngste Entwicklungen
Die Pflanzenbauwissenschaft, einst ökologische Leitdisziplin innerhalb der Agrarwissenschaften, hat in den letzten Jahrzehnten deutliche Funktionsverluste hinnehmen müssen. Neben dem gesunkenen Stellenwert im agrarwissenschaftlichen Studium kommt hinzu, dass von den meisten Fachvertretern in den 1980er Jahren die Ideen des Ökologischen Landbaus nur sehr zögernd aufgegriffen wurden. Deshalb werden derzeit viele Kernkompetenzfelder des Pflanzenbaus von neugeschaffenen Forschungseinrichtungen des Ökologischen Landbaus und von anderen umweltbezogenen Fachgebieten wahrgenommen. Zahlreiche freigewordene Lehrstühle für Pflanzenbau sind nicht wieder besetzt worden. Die meisten Pflanzenbau-Institute an den agrarwissenschaftlichen Fakultäten wurden in den letzten Jahren in neugeschaffene größere Verwaltungseinheiten (z. B. in Departments für Nutzpflanzenwissenschaften) integriert.
Innerhalb der Fachgesellschaft des Pflanzenbaus, der 1956 gegründeten „Gesellschaft für Pflanzenbauwissenschaften“, ist im letzten Jahrzehnt wiederholt über das grundlegende Selbstverständnis, sowie über Ziele und Aufgaben der Disziplin diskutiert worden. Einen Überblick über die aktuellen Probleme in Forschung und Lehre unter den sich verändernden Rahmenbedingungen vermittelt ein 2001 veröffentlichtes Positionspapier unter dem Titel Status und Zukunft der Pflanzenbauwissenschaften an den Universitäten.
Insbesondere in jüngerer Zeit nimmt die Bedeutung des Arzneipflanzenanbaus innerhalb der Pflanzenbauwissenschaften zu.

## Lehr- und Handbücher
Lehr- und Handbücher vermitteln den besten Überblick über Inhalt und Systematik einer wissenschaftlichen Disziplin. Ältere Standardwerke des Pflanzenbaus sind jedoch nicht nur Dokumente zur Wissenschaftsgeschichte des Fachgebietes, sie geben auch nach Jahrzehnten immer noch Anregungen für die aktuelle Forschung und Lehre. Da pflanzenbauliche Erkenntnisse oft nur durch langjährige Feldversuche gewonnen werden, ist die Halbwertszeit pflanzenbaulichen Wissens relativ hoch. Zu den herausragenden, seit der Mitte des 20. Jahrhunderts erschienenen deutschsprachigen Lehr- und Handbüchern der Pflanzenbauwissenschaft gehören u. a.:
- Ernst Klapp: Lehrbuch des Acker- und Pflanzenbaues. Verlag Paul Parey Berlin 1941, 2. Aufl. 1944, 3. Aufl. 1951, 4. Aufl. 1954, 5. Aufl. 1958, 6. Aufl. 1967.
- Pflanzenbaulehre. Herausgegeben von Arnold Scheibe. Handbuch der Landwirtschaft 2. Aufl., Bd. 2. Verlag Paul Parey Berlin 1953.
- Erich Rübensam und Kurt Rauhe: Ackerbau. VEB Deutscher Landwirtschaftsverlag Berlin 1964, 2. Aufl. 1968.
- Manfred Seiffert: Landwirtschaftlicher Pflanzenbau. VEB Deutscher Landwirtschaftsverlag Berlin 1964, 2. Aufl. 1968.
- Rudolf Koblet: Der landwirtschaftliche Pflanzenbau unter besonderer Berücksichtigung der schweizerischen Verhältnisse. Birkhäuser Verlag Basel und Stuttgart 1965.
- Kord Baeumer: Allgemeiner Pflanzenbau. Verlag Eugen Ulmer Stuttgart 1971, 2. Aufl. 1978, 3. überarbeitete u. erweiterte Aufl. 1992 = UTB-Taschenbuch Bd. 18.
- Walther Brouwer: Handbuch des Speziellen Pflanzenbaues. Verlag Paul Parey, Berlin und Hamburg Bd. 1 1972, Bd. 2 1976.
- Gerhard Fischbeck, Klaus-Ulrich Heyland und Norbert Knauer: Spezieller Pflanzenbau. Verlag Eugen Ulmer Stuttgart 1975, 2. Aufl. 1982, 3. neubearbeitete u. erweiterte Aufl. mit Wulf Diepenbrock als Erstautor 1999 = UTB-Taschenbuch Bd. 111.
- Gerhard Geisler: Pflanzenbau. Ein Lehrbuch – Biologische Grundlagen und Techniken der Pflanzenproduktion. Verlag Paul Parey, Berlin und Hamburg 1980, 2. neubearbeitete u. erweiterte Aufl. 1988.
- Handbuch des Pflanzenbaues. Herausgeber des Gesamtwerkes: Ernst Robert Keller, Herbert Hanus und Klaus-Ulrich Heyland. Verlag Eugen Ulmer Stuttgart. Bd. 1: Grundlagen der landwirtschaftlichen Pflanzenproduktion 1997; Bd. 2: Getreide und Futtergräser 2008; Bd. 3: Knollen- und Wurzelfrüchte, Körner- und Futterleguminosen 1999; Bd. 4: Ölfrüchte, Faserpflanzen, Arzneipflanzen und Sonderkulturen 2006.
- Lehrbuch des Pflanzenbaues. Herausgegeben von Norbert Lütke Entrup und Jobst Oehmichen. Bd. 1: Grundlagen; Bd. 2: Kulturpflanzen. Verlag Th. Mann Gelsenkirchen 2000.
- Wulf Diepenbrock, Frank Ellmer und Jens Léon: Ackerbau, Pflanzenbau und Pflanzenzüchtung. UTB  Bd. 2629 – Grundwissen Bachelor. Verlag Eugen Ulmer 2005.